# Grant Green
Grant Green (St. Louis, Missouri, 6 de junho de 1935 – Nova Iorque, 31 de janeiro de 1979) foi um guitarrista de jazz norte-americano.

## Carreira
Gravando prolificamente para a Blue Note Records como líder e sideman, Green se apresentou no hard bop, soul jazz, bebop e expressões latinas ao longo de sua carreira. O crítico Michael Erlewine escreveu: "Um jogador severamente subestimado durante sua vida, Grant Green é um dos grandes heróis desconhecidos da guitarra jazz ... O toque de Green é imediatamente reconhecível – talvez mais do que qualquer outro guitarrista."  O crítico Dave Hunter descreveu seu som como "lithe, loose, ligeiramente bluesy e rightely groovy".
Ele frequentemente se apresentava em um trio de órgão, um pequeno grupo com um órgão Hammond e um baterista. Além do guitarrista Charlie Christian, as principais influências de Green foram saxofonistas, particularmente Charlie Parker, e sua abordagem foi quase exclusivamente linear em vez de cordel. Ele raramente tocava guitarra rítmica, exceto como sideman em álbuns liderados por outros músicos.
A simplicidade e o imediatismo do tocar de Green, que tendia a evitar o cromatismo, derivaram de seu trabalho inicial tocando rhythm and blues e, embora ele tenha conseguido uma síntese desse estilo com o bop, ele era um habilidoso guitarrista de blues e funk e retornou a esse estilo em sua carreira posterior.

## Discografia
Fontes:

### Como líder
| Data da Gravação | Título                   | Selo        | Ano de lançamento |
| ---------------- | ------------------------ | ----------- | ----------------- |
| 1961-01          | Grant's First Stand      | Blue Note   | 1961              |
| 1961-03          | Reaching Out             | Black Lion  | 1989              |
| 1961-04          | Green Street             | Blue Note   | 1961              |
| 1961-06          | Sunday Mornin'           | Blue Note   | 1962              |
| 1961-08          | Grantstand               | Blue Note   | 1962              |
| 1961-08          | Remembering              | Blue Note   | 1980              |
| 1960-11, 1961-10 | First Session            | Blue Note   | 2001              |
| 1961-12          | Gooden's Corner          | Blue Note   | 1980              |
| 1962-01          | Nigeria                  | Blue Note   | 1980              |
| 1962-01          | Oleo                     | Blue Note   | 1980              |
| 1962-03          | Born to Be Blue          | Blue Note   | 1985              |
| 1962-04, 1962-09 | The Latin Bit            | Blue Note   | 1963              |
| 1962-11          | Goin' West               | Blue Note   | 1969              |
| 1962-12          | Feelin' the Spirit       | Blue Note   | 1963              |
| 1963-05          | Am I Blue                | Blue Note   | 1964              |
| 1963-02, 1963-06 | Blues for Lou            | Blue Note   | 1999              |
| 1963-11          | Idle Moments             | Blue Note   | 1965              |
| 1964-05          | Matador                  | Blue Note   | 1979              |
| 1964-06          | Solid                    | Blue Note   | 1979              |
| 1964-09          | Talkin' About!           | Blue Note   | 1965              |
| 1964-11          | Street of Dreams         | Blue Note   | 1967              |
| 1965-03          | I Want to Hold Your Hand | Blue Note   | 1966              |
| 1965-05          | His Majesty King Funk    | Verve       | 1965              |
| 1967             | Iron City!               | Cobblestone | 1972              |
| 1969-10          | Carryin' On              | Blue Note   | 1970              |
| 1970-01          | Green Is Beautiful       | Blue Note   | 1970              |
| 1970-08          | Alive!                   | Blue Note   | 1970              |
| 1971-01          | Live at Club Mozambique  | Blue Note   | 2006              |
| 1971-05          | Visions                  | Blue Note   | 1971              |
| 1971-11          | Shades of Green          | Blue Note   | 1971              |
| 1971-12          | The Final Comedown       | Blue Note   | 1972              |
| 1972-04          | Live at The Lighthouse   | Blue Note   | 1972              |
| 1976-03          | The Main Attraction      | Kudu        | 1976              |
| 1978-04          | Easy                     | Versatile   | 1978              |

### Comosideman
1959
- Jimmy Forrest, All the Gin Is Gone (Delmark)
- Jimmy Forrest, Black Forrest (Delmark)

1960
- Sam Lazar, Space Flight (Argo)
- Willie Dixon, Blues Roots Series, Vol. 12 (Chess)

1961
- Lou Donaldson, Here 'Tis (Blue Note)
- Baby Face Willette, Face to Face (Blue Note)
- Baby Face Willette, Stop and Listen (Blue Note)
- Brother Jack McDuff, The Honeydripper (Prestige)
- Stanley Turrentine, Up at "Minton's" (Blue Note)
- Dave Bailey, Reaching Out (Jazztime)
- Hank Mobley, Workout (Blue Note)
- Horace Parlan, Up & Down (Blue Note)
- Brother Jack McDuff, Steppin' Out (Prestige)
- Brother Jack McDuff, Goodnight, It's Time to Go (Prestige)
- Stanley Turrentine, ZT's Blues (Blue Note)
- Lou Donaldson, A Man with a Horn (Blue Note)
- Sonny Red, The Mode (Jazzland)
- Sonny Red, Images (Jazzland)
- Ike Quebec, Blue & Sentimental (Blue Note)

1962
- Joe Carroll, Man with a Happy Sound (Charlie Parker Records)
- Dodo Greene, My Hour of Need (Blue Note)
- Don Wilkerson, Elder Don (Blue Note)
- Don Wilkerson, Preach Brother! (Blue Note)
- Lou Donaldson, The Natural Soul (Blue Note)

1963
- Lou Donaldson, Good Gracious! (Blue Note)
- Jimmy Smith, I'm Movin' On (Blue Note)
- Jimmy Smith, Special Guests (Blue Note [rel. 1984])
- Booker Ervin, Back from the Gig (Blue Note)
- Herbie Hancock, My Point of View (Blue Note)
- Horace Parlan, Happy Frame of Mind (Blue Note)
- "Big" John Patton, Along Came John (Blue Note)
- Gloria Coleman, Soul Sisters (Impulse!)
- Harold Vick, Steppin' Out! (Blue Note)
- "Big" John Patton, Blue John (Blue Note)
- Don Wilkerson, Shoutin' (Blue Note)
- George Braith, Two Souls in One (Blue Note)
- Mary Lou Williams, Black Christ of the Andes (Saba/MPS)
- George Braith, Soulstream (Blue Note)
- Bobby Hutcherson, The Kicker (Blue Note)

1964
- Lee Morgan, Search for the New Land (Blue Note)
- George Braith, Extension (Blue Note)
- "Big" John Patton, The Way I Feel (Blue Note)
- Larry Young, Into Somethin' (Blue Note)
- Donald Byrd, I'm Tryin' to Get Home (Blue Note)

1965
- Johnny Hodges & Wild Bill Davis, Joe's Blues (Verve)
- Johnny Hodges & Wild Bill Davis, Wings & Things (Verve)
- Grassella Oliphant, The Grass is Greener (Atlantic)
- "Big" John Patton, Oh Baby! (Blue Note)
- Art Blakey, Hold On, I'm Coming (Limelight)
- Lou Donaldson, Musty Rusty (Cadet)
- "Big" John Patton, Let 'em Roll (Blue Note)

1966
- George Braith, Laughing Soul (Prestige)
- "Big" John Patton, Got a Good Thing Goin' (Blue Note)
- Stanley Turrentine, Rough 'n' Tumble (Blue Note)

1969
- Rusty Bryant, Rusty Bryant Returns (Prestige)
- Charles Kynard, The Soul Brotherhood (Prestige)
- Reuben Wilson, Love Bug (Blue Note)
- Don Patterson, Brothers-4 (Prestige)
- Don Patterson, Donny Brook (Prestige)
- Don Patterson, Tune Up! (Prestige)

1970
- Charles Kynard, Afro-Disiac (Prestige)
- Fats Theus, Black Out (CTI)
- Houston Person, Person to Person! (Prestige)

1973
- Houston Person, The Real Thing (Eastbound)